# Aruser@s
Aruser@s (denominado Arusitys en su primera temporada) es un programa de televisión español producido por Aruba Produccions y emitido en La Sexta de lunes a viernes de 07:00 a 11:00 horas. Es presentado por Alfonso Arús y por Hans Arús en su sustitución, siguiendo la estela de su antecesor Arucitys, el programa está dividido en varias secciones que tratan temas y ámbitos diferentes. Este se estrenó el 3 de septiembre de 2018 y se estructura en dos tramos: Previo Aruser@s (07:00-09:00) y Aruser@s (09:00-11:00).

## Formato
Aruser@s es un programa de variedades bautizado por el propio presentador como “humorning show”, el cual trata temas de actualidad desde un punto de vista humorístico y desenfadado. Entre otros, el programa recoge aspectos relacionados con la actualidad, series, programas y otros temas sobre la televisión; tráfico, sucesos, meteorología, política, sociedad, famosos, naturaleza y medio ambiente, redes sociales, inventos, parodias, economía, deportes, gastronomía y curiosidades, incluyendo entrevistas y conexiones en directo.

## Historia
Tras el fin de Arucitys, emitido en el canal autonómico privado 8tv, de ámbito catalán, entre 2002 y 2018, el 21 de marzo de este último año se anunció el fichaje del equipo por parte de Atresmedia. Así, después de 16 temporadas, Alfonso Arús y sus colaboradores desembarcaron en La Sexta con un formato similar llamado Arusitys. El programa llegó a las pantallas nacionales el 3 de septiembre de 2018.
Por otro lado, el 20 de agosto de 2019 saltó la noticia de que Atresmedia y Aruba Produccions habían recibido una reclamación económica por parte de 8tv por utilizar el nombre Arusitys, ya que era muy similar al que utilizaba en su anterior etapa en el canal catalán (Arucitys). Por este motivo, de cara al estreno de su segunda temporada, la denominación del programa fue cambiada por Aruser@s, dedicada a sus seguidores.
Más tarde, debido al éxito del formato, Atresmedia planeó realizar una adaptación semanal para el prime time de Antena 3. Así, el 22 de noviembre de 2019 llegaría Arusitys Prime al primer canal del grupo.
El 15 de abril de 2021, el programa alcanzó su máximo histórico en audiencias, cosechando un 19,6% de cuota de pantalla y 537 000 espectadores de media, liderando su franja de emisión. En cambio, el 30 de abril de 2020 alcanzó récord de espectadores con 592 000 espectadores y un 15%.

## Secciones y equipo técnico[9]

### Director y presentador
| Colaboradores | Información                            | Logo de Telecinco | Logo de Telecinco | Logo de Telecinco | Logo de Telecinco | Logo de Telecinco | Logo de Telecinco | Logo de Telecinco |
| Colaboradores | Información                            | 2018              | 2019              | 2020              | 2021              | 2022              | 2023              | 2024              |
| ------------- | -------------------------------------- | ----------------- | ----------------- | ----------------- | ----------------- | ----------------- | ----------------- | ----------------- |
| Alfonso Arús  | Periodista y colaborador de televisión |                   |                   |                   |                   |                   |                   |                   |
| Hans Arús     | Periodista                             |                   |                   |                   |                   |                   |                   |                   |

### Subdirectora y productora ejecutiva
| Colaboradores  | Información                             | Logo de Telecinco | Logo de Telecinco | Logo de Telecinco | Logo de Telecinco | Logo de Telecinco | Logo de Telecinco | Logo de Telecinco |
| Colaboradores  | Información                             | 2018              | 2019              | 2020              | 2021              | 2022              | 2023              | 2024              |
| -------------- | --------------------------------------- | ----------------- | ----------------- | ----------------- | ----------------- | ----------------- | ----------------- | ----------------- |
| Angie Cárdenas | Periodista y colaboradora de televisión |                   |                   |                   |                   |                   |                   |                   |

### Colaboradores

#### Contertulios
| Colaboradores    | Información                               | Logo de Telecinco | Logo de Telecinco | Logo de Telecinco | Logo de Telecinco | Logo de Telecinco | Logo de Telecinco | Logo de Telecinco |
| Colaboradores    | Información                               | 2018              | 2019              | 2020              | 2021              | 2022              | 2023              | 2024              |
| ---------------- | ----------------------------------------- | ----------------- | ----------------- | ----------------- | ----------------- | ----------------- | ----------------- | ----------------- |
| Angie Cárdenas   | Periodista y colaboradora de televisión   |                   |                   |                   |                   |                   |                   |                   |
| María Moya       | Periodista y colaboradora de televisión   |                   |                   |                   |                   |                   |                   |                   |
| Patricia Benítez | Colaboradora de televisión                |                   |                   |                   |                   |                   |                   |                   |
| Marc Redondo     | Meteorólogo y presentador                 |                   |                   |                   |                   |                   |                   |                   |
| Tatiana Arús     | Presentadora y colaboradora de televisión |                   |                   |                   |                   |                   |                   |                   |
| Alba Gutiérrez   | Periodista                                |                   |                   |                   |                   |                   |                   |                   |

#### En sección
| Colaboradores                       | Información                                 | Logo de Telecinco | Logo de Telecinco | Logo de Telecinco | Logo de Telecinco | Logo de Telecinco | Logo de Telecinco | Logo de Telecinco |
| Colaboradores                       | Información                                 | 2018              | 2019              | 2020              | 2021              | 2022              | 2023              | 2024              |
| ----------------------------------- | ------------------------------------------- | ----------------- | ----------------- | ----------------- | ----------------- | ----------------- | ----------------- | ----------------- |
| Paula del Fraile                    | Periodista                                  |                   |                   |                   |                   |                   |                   |                   |
| David Broc                          | Periodista y crítico de televisión y música |                   |                   |                   |                   |                   |                   |                   |
| Óscar Broc                          | Periodista y crítico de televisión y cine   |                   |                   |                   |                   |                   |                   |                   |
| Andrés Guerra                       | Periodista                                  |                   |                   |                   |                   |                   |                   |                   |
| Víctor Amela                        | Periodista y escritor                       |                   |                   |                   |                   |                   |                   |                   |
| Sebastián Maspons                   | Colaborador de televisión y guionista       |                   |                   |                   |                   |                   |                   |                   |
| Javier Ricou                        | Periodista                                  |                   |                   |                   |                   |                   |                   |                   |
| Evelyn Segura                       | Bióloga y comunicadora científica           |                   |                   |                   |                   |                   |                   |                   |
| Miguel Ángel Rodríguez «El Sevilla» | Cantante y actor                            |                   |                   |                   |                   |                   |                   |                   |
| Arthus Arús                         | Colaborador de televisión                   |                   |                   |                   |                   |                   |                   |                   |
| Marc Llobet                         | Periodista y presentador                    |                   |                   |                   |                   |                   |                   |                   |
| Rocío Cano                          | Periodista                                  |                   |                   |                   |                   |                   |                   |                   |
| Cris Dalmau                         | Periodista y colaboradora de televisión     |                   |                   |                   |                   |                   |                   |                   |
| Hans Arús                           | Periodista                                  |                   |                   |                   |                   |                   |                   |                   |
| Elizabeth López                     | Periodista                                  |                   |                   |                   |                   |                   |                   |                   |
| Javier Fuster                       | Periodista y astrólogo                      |                   |                   |                   |                   |                   |                   |                   |

#### Antiguos
| Colaboradores    | Información                        | Logo de Telecinco | Logo de Telecinco | Logo de Telecinco | Logo de Telecinco | Logo de Telecinco | Logo de Telecinco | Logo de Telecinco |
| Colaboradores    | Información                        | 2018              | 2019              | 2020              | 2021              | 2022              | 2023              | 2024              |
| ---------------- | ---------------------------------- | ----------------- | ----------------- | ----------------- | ----------------- | ----------------- | ----------------- | ----------------- |
| Joan Spin        | Periodista y crítico de televisión |                   |                   |                   |                   |                   |                   |                   |
| Carlos Quílez    | Periodista y escritor              |                   |                   |                   |                   |                   |                   |                   |
| Arantxa Coca     | Psicóloga                          |                   |                   |                   |                   |                   |                   |                   |
| Montse Vidal     | Presentadora y locutora            |                   |                   |                   |                   |                   |                   |                   |
| Alexia Herms     | Experta en comunicación digital    |                   |                   |                   |                   |                   |                   |                   |
| Beatriz Jarrín   | Periodista y presentadora          |                   |                   |                   |                   |                   |                   |                   |
| Lorena Vázquez   | Periodista                         |                   |                   |                   |                   |                   |                   |                   |
| Toni de la Torre | Crítico de series                  |                   |                   |                   |                   |                   |                   |                   |
| David Ruiz       | Colaborador de televisión          |                   |                   |                   |                   |                   |                   |                   |
| Claudia Garrido  | Periodista y reportera             |                   |                   |                   |                   |                   |                   |                   |
| Alba Sánchez     | Periodista                         |                   |                   |                   |                   |                   |                   |                   |

### Equipo técnico
- Dídac Cuní (realizador) (2019)
- Roger Borderia (ayudante de realización) (2019)
- Ingrid Arús (jefa de producción)
- Virginia Gómez Martín (delegada de producción de Atresmedia)
- Irene Domínguez (delegada de contenidos de Atresmedia)

## Temporadas
| Temporada(s) | Fecha de inicio         | Fecha de final      | N.º de programas | N.º de espectadores | Cuota de pantalla |
| ------------ | ----------------------- | ------------------- | ---------------- | ------------------- | ----------------- |
| 1            | 3 de septiembre de 2018 | 28 de junio de 2019 | 202              | 228 000             | 9,6%              |
| 2            | 2 de septiembre de 2019 | 3 de julio de 2020  | 201              | 397 000             | 12,3%             |
| 3            | 31 de agosto de 2020    | 16 de julio de 2021 | 216              | 426 000             | 15,6%             |
| 4            | 30 de agosto de 2021    | 8 de julio de 2022  | 219              | 395 000             | 16,8%             |
| 5            | 29 de agosto de 2022    | 21 de julio de 2023 | 218              | 388 000             | 17,7%             |
| 6            | 4 de septiembre de 2023 | 12 de julio de 2024 | TBD              | TBA                 | TBA               |
| 7            | 26 de agosto de 2024    | 4 de julio de 2025  | TBD              | 370 000             | 16,8%             |
| 8            | 25 de agosto de 2025    | TBD                 | TBD              |                     |                   |